# KV6
KV6 (acronim de la King's Valley 6) este unul dintre mormintele Egiptului Antic aflate în Valea Regilor. Acest mormânt a aparținut lui Ramses al IX-lea.

Valea Regilor - KV6
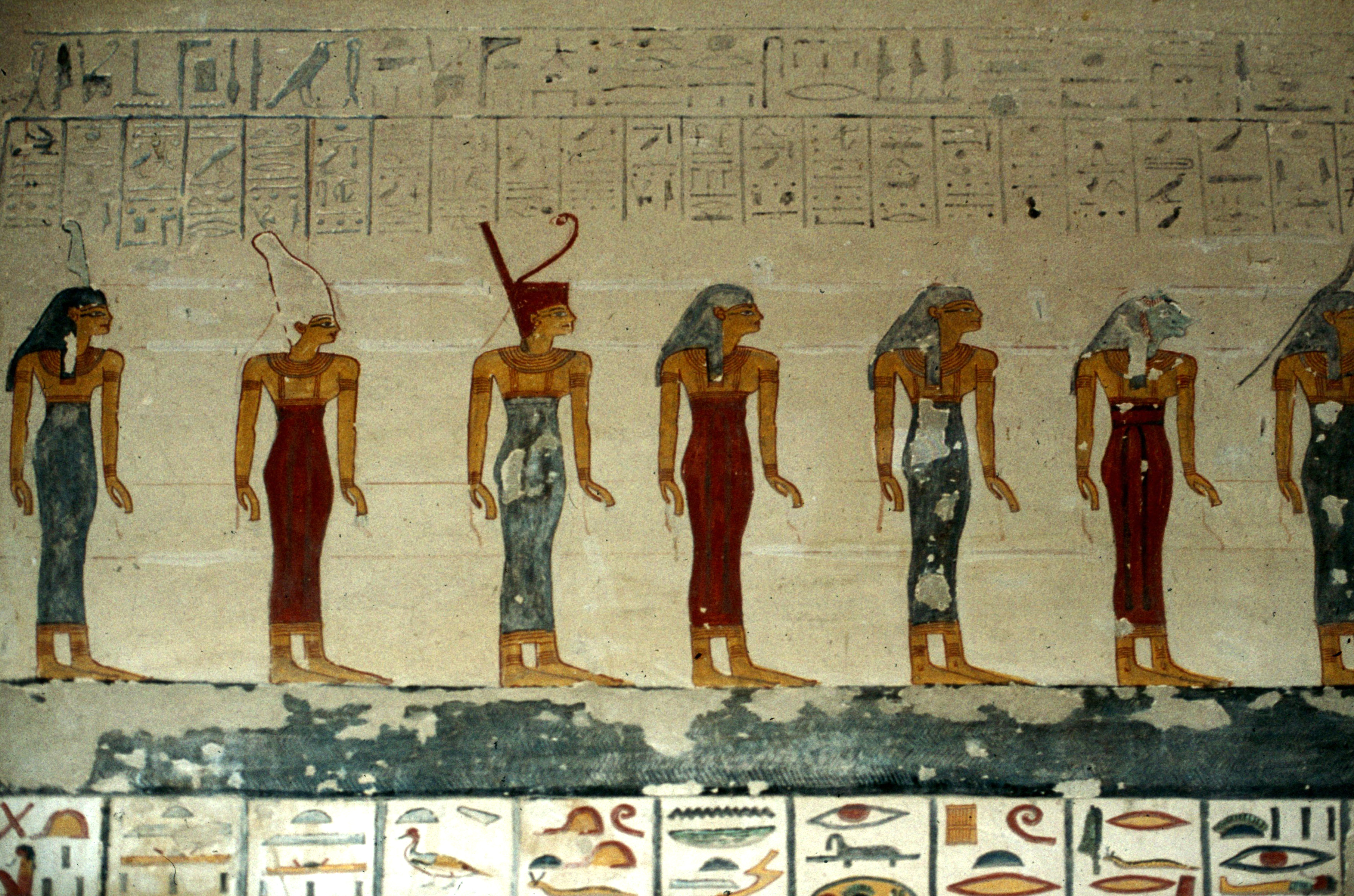
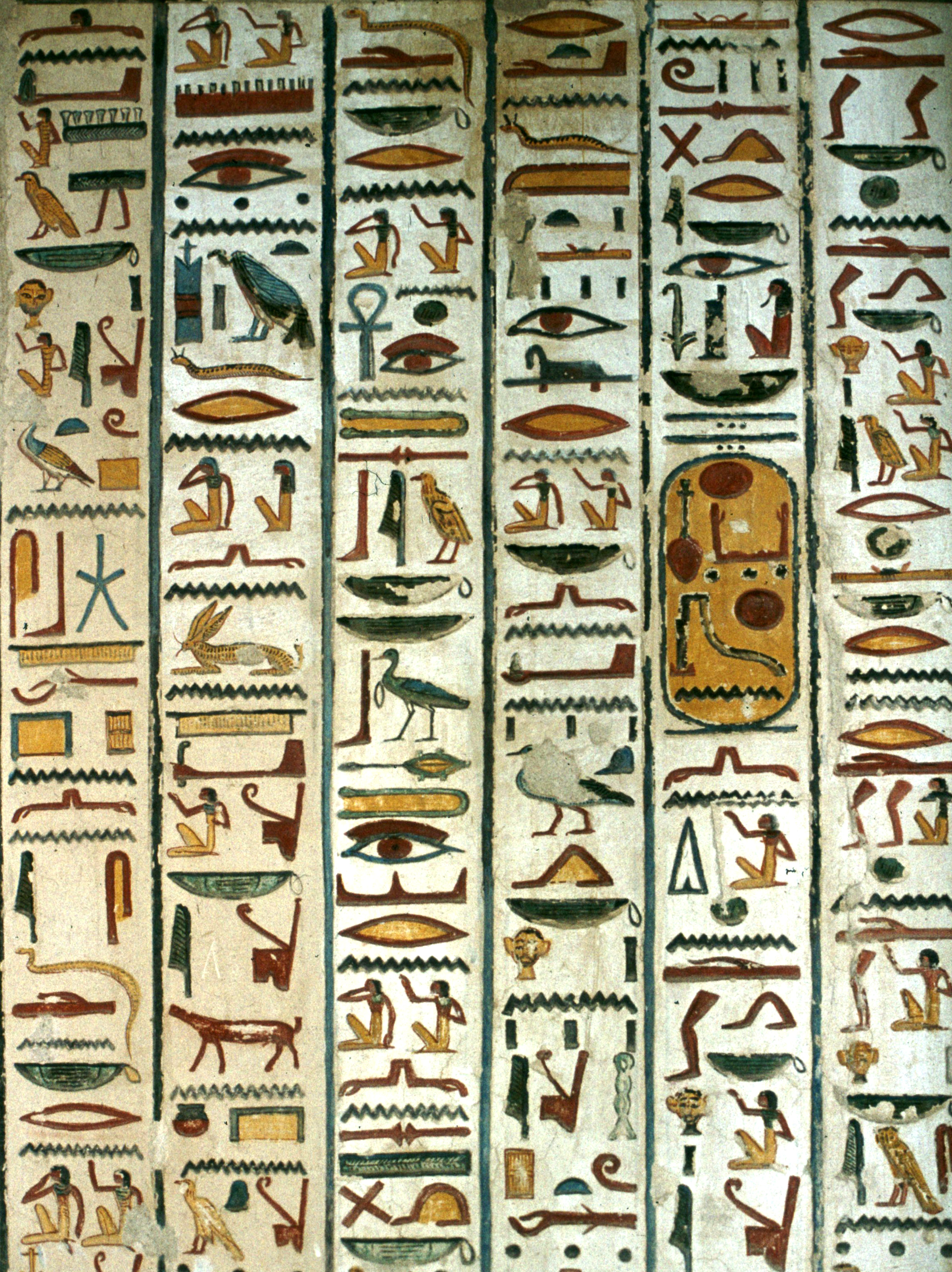
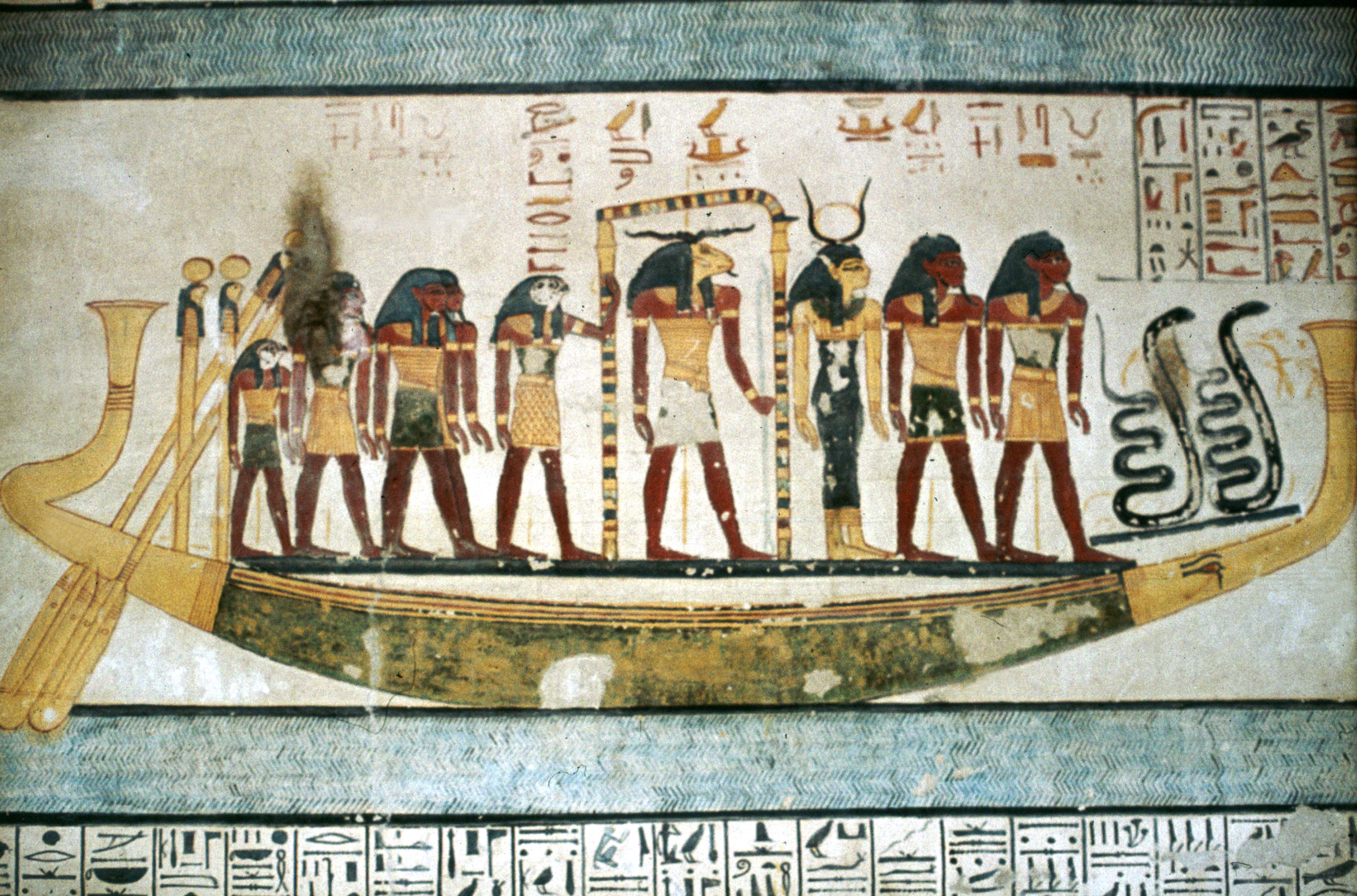